# Rosalie Gicanda
Rosalie Gicanda, née en 1928 à Rwamagana (province de l'Est) morte le 20 avril 1994 à Butare (province du Sud), est reine consort du Rwanda de 1942 à 1959 en tant qu'épouse du mwami (roi en kinyarwanda) Mutara III. À la suite du décès de son mari en 1959, elle est reine douairière jusqu'en 1961, date de la l'abolition de la monarchie marquant la fin du royaume du Rwanda. Elle meurt assassinée en 1994 durant le génocide des Tutsi rwandais.

## Éléments biographiques
Née en 1928 à Rwamagana, Rosalie Gicanda est la fille de Martin Gatsinzi, du clan des Banyiginya-Bahebera, et de Christiane Makwindigiri, du clan des Bega. Elle est la sœur d'Asteria Bisinda, mère de Paul Kagame, futur président du Rwanda en mars 2000,,. À 13 ans, elle est choisie parmi les belles filles du pays pour la sélection de la future seconde épouse du roi mwami Mutara III du Rwanda. À la suite de son divorce, en 1940, celui-ci exprime le désir de se remarier et d'avoir une descendance, l'héritier qu'il n'avait pas encore eu. Ainsi, elle se rend au palais de la Reine-Mère, Radegonde Nyiramavugo Kankazi (d) , avec les autres candidates et sera sélectionnée par le roi après avoir passé diverses épreuves. Ils se marient en 1942. Ainsi, en tant que reine consort du Rwanda, elle devient le bras droit du roi en l'accompagnant à tous les évènements et voyages, et en tant que conseillère mais toujours de manière discrète. Elle accorde une grande importance à se détacher de la vie politique. Dans des circonstances mystérieuses, en 1959, le roi Mutara III meurt et cela sans laisser de descendance. Le nouveau mwami Kigeli V du Rwanda, frère cadert du roi Mutara III, règne deux ans avant la fin de la monarchie rwandaise. Elle prendra fin en 1961. Le roi Kigeli V du Rwanda, déposé, quitte alors le pays. Toutefois, la reine douairière Rosalie choisit de rester au Rwanda. Elle est la dernière représentante de la monarchie dans le pays, mais elle quitte sa résidence royale à Nyanza pour s'installer à Butare, dans la province de Butare, avec sa mère et plusieurs dames de compagnie. Elle reste, néanmoins, toujours à l'écart de la vie politique. Pourtant, en 1961, durant la révolution rwandaise qui met fin à la monarchie tutsi et au royaume du Rwanda, elle sauve la vie de son neveu Paul Kagame, âgé de 4 ans, et de sa famille, en leur permettant de s'échapper lorsque des Hutus du voisinage, encouragés par les autorités locales et coloniales, s'emparent de la colline où ils résident, massacrant les Tutsis.
Trente ans plus tard, en avril 1994, un génocide éclate et s'étend à tout le pays. Le 20 avril, il atteint la ville de Butare. L'ancienne reine est enlevée avec d'autres membres de sa maison par un détachement de soldats dirigé par le lieutenant Pierre Bizimana, sous les ordres du capitaine Idelphonse Nizeyimana, officier des renseignements. Ils mènent les captifs derrière le Musée national et les abattent. Seule une jeune fille survit et se fait l'écho de ces meurtres. Deux jours plus tard, la Reine-mère, Radegonde Nyiramavugo Kankazi (d),  est elle aussi assassiné. À la demande d'un prêtre, le maire de Butare, Kanyabashi récupère le corps de la reine Gicanda et l'enterre dans le jardin à côté de sa maison.
La reine était toujours vénérée par les Tutsis. Son meurtre a suscité un grand choc. Il a effectivement marqué le début des assassinats en masse dans la région de Butare, qui a été le théâtre de certaines des pires atrocités durant le génocide.
Après le génocide perpétré contre les Tutsis, un tribunal militaire rwandais s'empare de Bizimana et du soldat de 1re classe Aloys Mazimpaka coupable de génocide et d'assassinat de la reine Gicanda et de sa famille. (Chambre Spécialisée du Conseil de Guerre de Butare, case. LMD 187, LP 0001-PS 97, jugement prononcé le 27 juillet 1998). Bizimana est condamné à mort, et Mazimpaka à la prison à vie.
Le 6 octobre 2009, l'ancien chef des services de renseignements Idelphonse Nizeyimana est arrêté à Kampala, en Ouganda. Nizeyimana est l'un des suspects recherchés dans le cadre de l'enquête du Tribunal pénal international pour le Rwanda (TPIR) sur le génocide. Le 19 juin 2012, il est condamné par le Tribunal Pénal international pour le Rwanda (TPIR) pour son rôle dans l'assassinat de l'ancienne reine tutsi, ainsi que d'autres meurtres, et est condamné à l'emprisonnement à vie. Un autre participant au meurtre est arrêté en mars 2025 en république démocratique du Congo.